# Селенгинская степная дума
Селенги́нская степна́я ду́ма — исторический орган местного самоуправления селенгинских бурят в Российской империи.

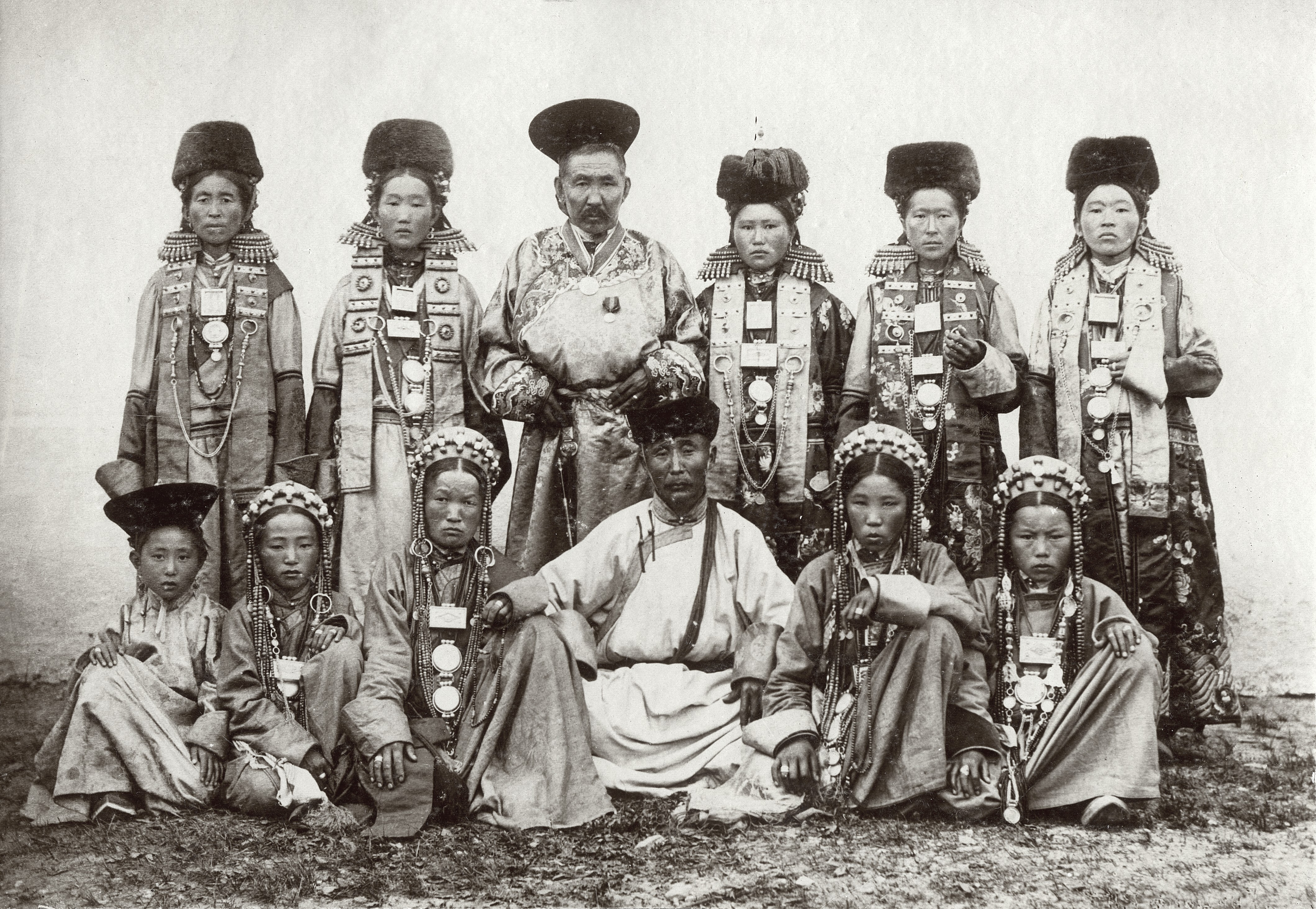
Селенгинские буряты. Фотография 2-й пол. XIX века

## История
Селенгинская степная дума была образована в 1823 году вместо Селенгинской инородческой конторы. Дума состояла из 22 родовых управлений. Центр степной думы находился в селе Иннокентьевское. Подчинялась Верхнеудинскому общему окружному управлению.
После образования Забайкальской области в 1851 году был создан Селенгинский округ и дума стала подчиняться Селенгинскому исправнику.
Выборы родовых нойонов (начальников) проходили на общественных собраниях с участием старшин, почётных членов рода и доверенных лиц рядовых степняков. В свою очередь нойоны из своих рядов выбирали тайшу, главу степной думы. Тайшу на своей должности утверждал генерал-губернатор.
С 1823 по 1836 год первым главным тайшой думы был Юмдэлэк Ломбоцыренов, происходивший из бабай-хурамшинского рода. Тайша Ломбоцыренов написал летописи селенгинских бурят. 
После проверки ревизии контрольного отделения Иркутской казённой палаты Юмдэлэк Ломбоцыренов привлекался к судебной ответственности по обвинению в «захвате казённой и общественной суммы».
С 1837 по 1853 год степную думу возглавлял Ниндак Вампилов. После Вампилова Селенгинскую думу последовательно возглавляли:
- Жамбал-Доржи Буянтуев (1853–1860)
- Дмитрий Минеев (1860–1875)
- Эрдэни Дансорунов  (1875–1882)
- Дарма Михайлов  (1882–1885)
- Сайнцак Юмов (1885–1895)
- Вандан Жамбалдоржиев (1895–1903)[2].

В 1903 году Селенгинская степная дума была упразднена в рамках Волостной реформы.

## Административные роды в составе Селенгинской думы
- Алагуевский
- Ашибагатский
- Бабай-Хурумчинский
- Бумал-Готольский
- Олзонов
- 1-2-й Чернорудский
- 1-2-й Селенгинско-Харанутский
- Иринско-Харанутский
- Булагатский